# Jaakonsaari (ö i Norra Savolax)
Jaakonsaari är en ö i Finland. Den ligger i sjön Vihtanen och i kommunen Rautalampi i den ekonomiska regionen  Inre Savolax ekonomiska region  och landskapet Norra Savolax, i den centrala delen av landet, 270 km norr om huvudstaden Helsingfors. Öns area är 4,3 hektar och dess största längd är 430 meter i nord-sydlig riktning.